# Get Your Wings
Get Your Wings é o segundo álbum de estúdio da banda de rock estadunidense Aerosmith, lançado em 1 de março, 1974. O álbum é o primeiro a ter a participação na produção de Jack Douglas, que passaria a produzir os próximos quatro álbuns da banda.
O álbum foi certificado Platina Tripla pelo RIAA.
O título do álbum foi a primeira aparição do logo alado da banda, que passaria a ser modificada e usada em muitos de seus álbuns posteriores. O disco também é considerado uma espécie de "laboratório" para seu sucessor, Toys In The Attic, lançado no ano seguinte.

## Alinhamento de faixas
| Lado 1 |                           |                          |         |  |
| N.º    | Título                    | Compositor(es)           | Duração |  |
| 1.     | "Same Old Song and Dance" | Joe Perry e Steven Tyler | 3:53    |  |
| 2.     | "Lord of the Thighs"      | Tyler                    | 4:14    |  |
| 3.     | "Spaced"                  | Perry e Tyler            | 4:21    |  |
| 4.     | "Woman of the World"      | Darren Solomon e Tyler   | 5:49    |  |

| Lado 2         |                        |                                      |         |  |
| N.º            | Título                 | Compositor(es)                       | Duração |  |
| 1.             | "S.O.S. (Too Bad)"     | Tyler                                | 2:51    |  |
| 2.             | "Train Kept A-Rollin'" | Howard Kay, Lois Mann, Tiny Bradshaw | 4:45    |  |
| 3.             | "Seasons of Wither"    | Tyler                                | 5:38    |  |
| 4.             | "Pandora's Box"        | Joey Kramer e Tyler                  | 5:43    |  |
| Duração total: | Duração total:         | Duração total:                       | 38:04   |  |

## Integrantes
- Tom Hamilton - baixo
- Joey Kramer - bateria
- Joe Perry - guitarra solo, percussão, vocais, background vocals
- Steven Tyler -  gaita, percussão, teclado, vocais, flauta
- Brad Whitford - guitarra base

## Posições
Álbum
| Ano  | Chart                | Posição |
| ---- | -------------------- | ------- |
| 1975 | Billboard Pop Albums | 74      |

## Certificações
| Críticas profissionais | Críticas profissionais |
| Avaliações da crítica  | Avaliações da crítica  |
| Fonte                  | Avaliação              |
| ---------------------- | ---------------------- |
| allmusic               | [ 3 ]                  |
| Rolling Stone          | [ 4 ]                  |
| Robert Christgau       | B−                     |
| Billboard              | Favorável              |

| Organização   | Nível      | Data                    |
| ------------- | ---------- | ----------------------- |
| RIAA – USA    | Ouro       | 18 de Abril de 1975     |
| CIA – Canadá  | Ouro       | 1 de Novembro de 1976   |
| CRIA – Canadá | Platina    | 1 de Maio de 1979       |
| RIAA – USA    | Platina    | 21 de Novembro de 1986  |
| RIAA – USA    | 2X Platina | 21 de Novembro de 1986  |
| RIAA – USA    | 3X Platina | 26 de Fevereiro de 2001 |